# Bermejo
Bermejo – rzeka w Argentynie o długości 1043 km oraz powierzchni dorzecza 133 000 km². Źródła rzeki znajdują się na wschodnich stokach Andów, a uchodzi do rzeki Paragwaj. 
Rzekę Bermejo charakteryzują duże wahania stanu wód. Żeglowanie tą rzeką jest możliwe jedynie w porze deszczowej.
W jej dorzeczu znajduje się Park Narodowy El Impenetrable.